# 對丁基苯胺
對丁基苯胺，又稱4-正丁基苯胺或4-N-正丁基苯胺（英語：4-Butylaniline），是一種有機化合物，屬於芳香胺類化合物，常溫下為黃色液體，有氨的難聞氣味，不溶於水，但溶於醇、醚、酮、鹵烴、苯等有機溶劑，密度比水小、黏度比水大，具有可燃性，且有劇毒，是某些工業產品的中間產物，如可與茴香醛反應製造液晶材料。

## 性質
對丁基苯胺常溫下為黃色液體，難溶於水，易溶於乙醇、乙醚、丙酮、四氯化碳、苯、庚烷等，且為混溶，其比苯胺鹽易溶解，但比苯胺鹽難結晶。加熱時可溶解石蠟、硬脂酸等物質。
對丁基苯胺容易與氧化物反應。且呈鹼性，其強度與苯胺大致相等。易形成醯胺鹽。能與亞硝酸反應生成亞硝基胺。

## 制備
可由苯胺與丁醇以氯化鋅為催化劑反應而制得。反應最適環境為121℃ 、0.78MPa，當反應達平衡但反應未完全反應時，可將環境調整為240℃、2.06-2.16MPa，使平衡向產物移動。
-NH2 + C4H10 {\displaystyle {\xrightarrow[{\vartriangle }]{\mathrm {ZnCl} _{2}}}} C4H9--NH2